# Carcelia bakeri
Carcelia bakeri är en tvåvingeart som först beskrevs av Townsend 1928.  Carcelia bakeri ingår i släktet Carcelia och familjen parasitflugor. Inga underarter finns listade i Catalogue of Life.